# 日本エンタメ小説大賞
日本エンタメ小説大賞（にほんエンタメしょうせつたいしょう）は、カルチュア・コンビニエンス・クラブ、ニッポン放送、リンダパブリッシャーズの3社が2012年より主催する公募の新人文学賞。ミステリー・SF・恋愛・ホラー・ライトノベルなど、応募作品のジャンルは問わないが「映画の原作になること」を意識したエンタテインメント性の高い作品を求めている。

## 特徴
日本エンタメ小説大賞の大きな特徴は、「映画の原作小説」候補を直接、その時代に活躍している映画プロデューサーが「審査委員長」として審査にあたることである。審査委員長は毎年交代することで、より多くの作風を評価できるというメリットがある。なお、第1回は『告白』（2010年）、『八日目の蝉』（2011年）と2年連続でプロデュースした両作品が日本アカデミー賞最優秀作品賞をはじめとした多数の賞を受賞した石田雄治が務め、第2回は『ジョゼと虎と魚たち』（2003年）で藤本賞特別賞を受賞し、近年も『のぼうの城』（2011年）や『るろうに剣心』（2012年）などのヒット作を手掛けた久保田修が務めた。

## 受賞作

### 第1回
選考日程
2012年8月1日 - 2013年2月28日募集、2013年8月1日結果発表。
応募総数
281作品（1次選考通過：43作品、2次選考通過：13作品、3次選考通過：5作品）
大賞
『嫁の心得』中得一美
優秀賞
『血讐』初瀬礼
『トロ箱から、ヒーローは生まれない。』紺野理々
最終選考作品
『国選ペテン師千住庸介』（『インター・プレイ』を改訂）城山真一

### 第2回
選考日程
2013年8月1日 - 2014年2月28日、2014年8月1日結果発表。
応募総数
208作品（1次選考通過：30作品、2次選考通過：10作品、3次選考通過：5作品）
大賞
該当なし
優秀賞
『幻想のソネット』田井庸介
『マラバ・テマルとの十四日間』山田明